# Hohenbügl
Hohenbügl ist ein Gemeindeteil des Marktes Breitenbrunn im Landkreis Neumarkt in der Oberpfalz in Bayern.

## Geographie
Die Einöde liegt im Oberpfälzer Jura auf circa 520 m ü. NHN auf dem Plateau zwischen der Wissinger Laber und der Unterbürger Laber, und zwar etwa 1 km westlich der Wissinger Laber.

## Verkehr
Hohenbügl ist vom Breitenbrunner Gemeindeteil Dürn aus über eine auch den Breitenbrunner Gemeindeteil Waldhof berührende Gemeindeverbindungsstraße zu erreichen.

## Geschichte
Circa 150 m östlich von Hohenbügl befindet sich im Wald ein Gräberfeld von über 100 Hügelgräbern aus keltischer Zeit, die 1990 teilweise ergraben wurden.
Im Alten Reich gehörte die Einöde, bestehend aus einem Bauernanwesen, zur Reichsgrafschaft Breitenegg und hierin zur Hofmark Dürn.
Im Königreich Bayern (ab 1806) wurde die Gemeinde Dürn im oberpfälzischen Landgericht Neumarkt in der Oberpfalz (ab 1921 im Land-/Amtsgericht Hemau) gebildet, zu der neben dem Hauptort Dürn als Gemeindeteile die Einöden Blödgarten (auch Blödgarten/Plätgarten/Blettgarten, heute der Breitenbrunner Gemeindeteil Waldhof), Franklmühle und Hohenbügl zählten.
Zuletzt zum Bezirksamt Parsberg (ab 1939 Landkreis Parsberg) gehörend, wurde im Zuge der Gebietsreform in Bayern die Gemeinde Dürn zum 1. Januar 1972 aufgelöst und ihre Gemeindeteile in den Markt Breitenbrunn im Landkreis Neumarkt eingegliedert.
In der Einöde Hohenbügl lebten
- 1836 7 Einwohner (1 Haus),[4]
- 1871 5 Einwohner (3 Gebäude; Großviehbestand: 2 Pferde und 7 Stück Rindvieh),[5]
- 1900 4 Einwohner (1 Wohngebäude),[6]
- 1925 9 Einwohner (1 Wohngebäude),[7]
- 1937 11 Einwohner,[8]
- 1950 8 Einwohner (1 Wohngebäude),[9]
- 1987 4 Einwohner (1 Wohngebäude).[10]

## Kirchliche Verhältnisse
Hohenbügl gehört kirchlich seit altersher zur katholischen Pfarrei Breitenbrunn im Bistum Eichstätt.